# Renjägarens visor
Renjägarens visor, musikalbum från 1989 av Stefan Sundström och Apache. Skivan är utgiven av Sista Bussen.

## Låtlista
| Nr  | Titel             | Längd |  |
| --- | ----------------- | ----- |  |
| 1.  | Waow waow         |       |  |
| 2.  | Beethovens femma  |       |  |
| 3.  | Aprilflingor      |       |  |
| 4.  | Sabina 1          |       |  |
| 5.  | Sabina 2          |       |  |
| 6.  | Sabina 3          |       |  |
| 7.  | Vandrande vajan   |       |  |
| 8.  | Vissna blommor    |       |  |
| 9.  | Fan i båten       |       |  |
| 10. | Marguerite        |       |  |
| 11. | Den ende          |       |  |
| 12. | Antiyuppiesabbath |       |  |

## Medverkande musiker
- Stefan Sundström - sång, akustisk gitarr
- Ola Nyström - elgitarr, akustisk gitarr, mandolin, kör
- Mats Hedén - dragspel, orgel, kör
- Stefan Axelsen - elbas, kör